# VGA Planets
VGA Planets — графическая многопользовательская компьютерная игра в жанре 4X стратегии с возможностью игры по переписке (PBEM). Игра имитирует противостояние между империями галактического масштаба. Особый акцент сделан на колонизации космоса и развитии планет, которые вы колонизировали или завоевали.
Версии игры:
- VGA Planets 3 (1991 год) — версия, ставшая наиболее популярной. Могут играть до 11 игроков (игровых рас).
- VGA Planets 4 — другая игра с подобным геймплеем, разработанная Tim Wisseman. До 30 участников; помимо уже привычных одиннадцати стандартных игровых рас добавляются новые, разработанные любителями игры.
- VGA Planets 5 StarCube (в разработке) — мультиплеерная онлайновая стратегия реального времени